# Aeroportul El Tuqui
Aeroportul El Tuqui (IATA: OVL, ICAO: SCOV) este un aeroport din Chile ce deservește zona Ovalle.
Situat la o altitudine de 335 m, aeroportul dispune de o singură pistă.